# Scutellum (Insekten)

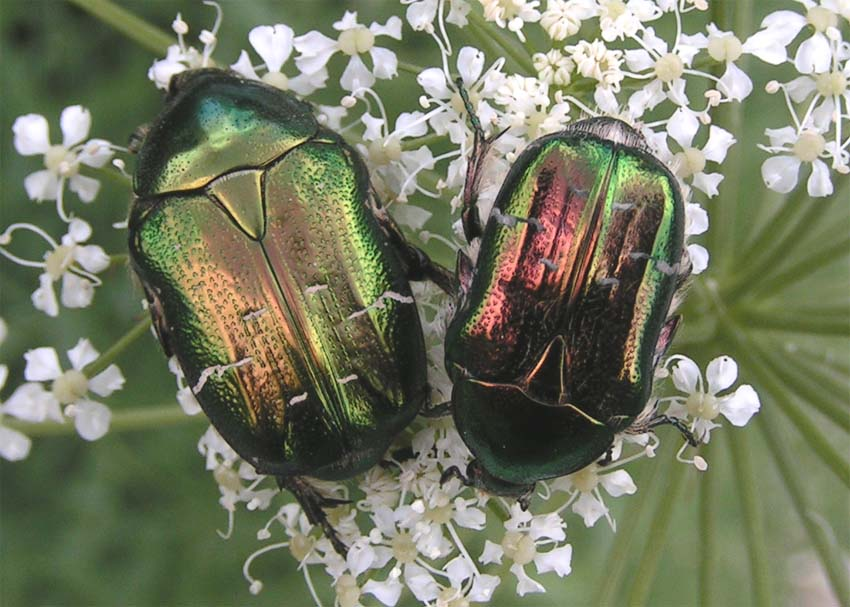
Das dreieckige Schildchen des Goldglänzenden Rosenkäfers (Cetonia aurata) ist gut zwischen den Deckflügeln und dem Halsschild erkennbar.

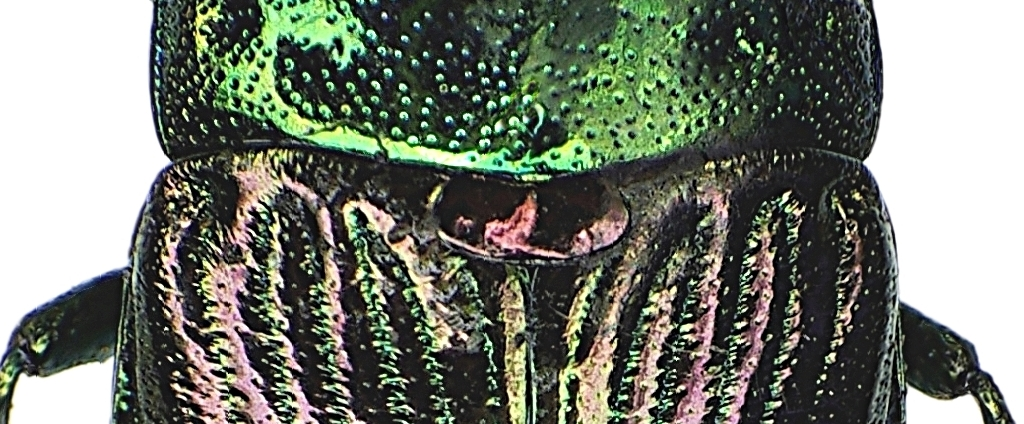
Nicht immer ist das Schildchen auf den ersten Blick gut zu erkennen, hier beim Grünglänzenden Glanz-Prachtkäfer

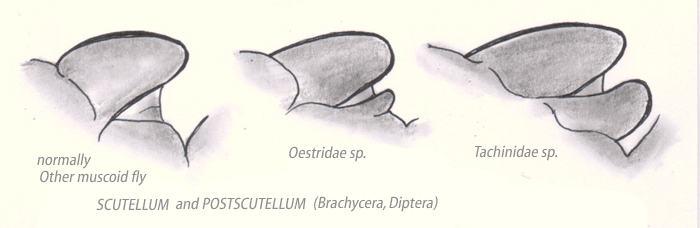
Scutellum und Postscutellum bei Fliegen

Der Ausdruck Scutellum (Variante von lateinisch scutulum „kleiner Schild“, Diminutivform von scutum „Langschild“) oder Schildchen bezeichnet bei Insekten einen meist dreieckigen und stark verhärteten (sklerotisierten) Teil des mittleren Segments des Thorax (Mesothorax). Es ist Bestandteil des Notums. Das Scutellum ist bei Käfern (Coleoptera) und Wanzen (Heteroptera) meist deutlich als zwischen die Flügeldecken eingeschobener Keil sichtbar. Bei den Schildwanzen (Scutelleridae) bedeckt es gar den gesamten Hinterleib. Auch bei Hautflüglern (Hymenoptera) ist das Scutellum fast immer gut sichtbar, besteht aber manchmal aus mehreren Teilen.
Während das Wort Scutellum lediglich auf die kleinen Abmessungen des Rückenschilds hinweist, bringen die Begriffe Mesoscutellum beziehungsweise Metascutellum zum Ausdruck, dass das Scutellum auf dem mittleren beziehungsweise hinteren Brustabschnitt liegt. Bei Käfern und Wanzen ist das Scutellum ein Mesoscutellum, bei einigen Hymenopteren gibt es ein Meso- und ein Metascutellum.
Der Ausdruck Postscutellum bezieht sich auf die Lage bezüglich eines Scutellums. Es bezeichnet eine Chitinspange oder -platte, die hinter einem Scutellum liegt und zum gleichen Körperabschnitt wie dieses gehört. Ein Postscutellum ist bei einigen Zweiflüglern (Diptera) ausgebildet, bei anderen nicht (siehe Abbildung). Ein Postscutellum des Metathorax heißt genauer Metapostscutellum, ein Mesopostscutellum ist ein Postscutellum des Mesothorax. Das Postscutellum einiger Dipteren wird auch Subscutellum genannt, da es tiefer als das Scutellum liegt.